# Carrouge
Pour les articles ayant des titres homophones, voir Carrouges et Carouge.
Carrouge est une localité et une ancienne commune suisse du canton de Vaud, située dans le district de Lavaux-Oron.

## Histoire
En 1842, des fouilles archéologiques révèlent la présence de ruines romaines ainsi que de monnaies frappées sous les règnes allant d'Auguste jusqu'à celui de Dioclétien. Toutefois, la première trace du nom de la commune date du XIIIe siècle avec Carrogium en 1255. Le village fait alors partie de la seigneurie de Vulliens jusqu'en 1370. Durant l'époque bernoise, la seigneurie du village ne cessera de changer de mains jusqu'en 1798 où la famille Diesbach la perd lors de la révolution.
Jusqu'au XVIIIe siècle, les activités économiques du village reposent essentiellement sur l'agriculture et l'artisanat. Toutefois, cela change à la fin du XXe siècle, la commune devient de plus en plus résidentielle. En effet, de nouveaux quartiers de villas se créent à la Fontanettaz et à la Biolleyre notamment. Afin d'endiguer cela, les autorités communales créent en 2000 une zone artisanale et industrielle.
Le 30 novembre 2014, Carrouge a décidé de fusionner avec les communes de Mézières et Ferlens sous le nom de Jorat-Mézières. Cette fusion est entrée en vigueur le 1er juillet 2016.

### Héraldique
| Blason de Carrouge | Blason  | De gueules au sautoir accompagné en chef et aux flancs de trois roses, en pointe d'un croissant, le tout d'or |
| Blason de Carrouge | Détails | Les meubles de ces armoiries proviennent des armes de la famille des nobles de Vulliens pour les roses et du bailliage d'Oron pour le croissant. Le sautoir représente la croisée des chemins sur laquelle le village est né. Le nom Carrouge dérive du latin quadrivium dont la signification en français est carrefour. Les armoiries de la commune sont adoptées et approuvées par le canton de Vaud en 1923. |

## Géographie
La surface totale de l'ancienne commune de Carrouge représentait 541 hectares qui se décomposent en : 51 ha de surfaces d'habitats et d'infrastructures, 383 ha de surfaces agricoles, 107 ha de surfaces boisées et enfin moins de 1 hectare de surfaces improductives (lacs et cours d'eau par exemple). Dans le détail en 2005, les aires industrielles et artisanales représentent 0,74 % du territoire communal, les maisons et bâtiments 5,18 %, les routes et infrastructures de transport 3,14 %, les zones agricoles 52,68 % et les zones arboricoles et viticoles moins de 1 %[réf. nécessaire].
La commune a fait partie du district d'Oron jusqu'à sa dissolution, puis du district de la Broye-Vully depuis le 1er janvier 2008. Elle avait des frontières communes avec Vucherens, Vulliens, Ferlens, Mézières, Montpreveyres et Ropraz.
Le territoire communal se trouve sur le plateau suisse, entre le Jorat et la Broye. Les frontières est et ouest de la commune sont marquées par le Carrouge et la Bressonne. Au sud-ouest se trouve la colline boisée de La Côte qui, avec 783 mètres d'altitude, est le point culminant de la commune. Enfin, une petite partie de la commune se trouve sur le versant est du Carrouge et s'étend sur le plateau adjacent jusqu'au ruisseau du Parimbot.
En plus du village de Carrouge, la commune compte les hameaux Le Borgeau, La Croix-d'Or et Écorche-Bœuf, ainsi que de nombreuses exploitations agricoles dispersées sur le territoire.

## Population

### Gentilé et surnoms
Les habitants de la commune se nomment les Carrougeois.
Ils sont surnommés Lè Soupion en patois vaudois (soit ceux qui sentent le roussi, les habitantes brûlant de vieux chiffons pour masquer l'odeur du café à l'époque de l'occupation bernoise), les Culs-Rouges (lè Tiu-Rodzo, une bande de voleurs de grands chemins de la région ayant l'habitude flageller ceux qu'elle dépouillait) et les Voleurs.

### Démographie
Carrouge comptait 1 208 habitants en 2022. Sa densité de population atteignait 223 hab./km2.
En 2000, la population de Carrouge est composée de 378 hommes (48,5 %) et 402 femmes (51,5 %). La langue la plus parlée est le français, avec 738 personnes (93,1 %). La deuxième langue est l'allemand (28 habitants ou 3,5 % de la population). Il y a 735 personnes de nationalité suisse (92,7 %) et 58 personnes étrangères (7,3 %). Sur le plan religieux, la communauté protestante est la plus importante avec 448 personnes (56,5 %), suivie des catholiques (145 paroissiens ou 18,3 % de la population). 123 personnes (15,5 %) n'ont aucune appartenance religieuse.
La population de Carrouge est de 524 habitants en 1850 et elle reste relativement stable jusqu'en 1980. Elle augmente ensuite rapidement et atteint 909 personnes en 2010. Le graphique suivant résume l'évolution de la population de Carrouge entre 1850 et 2010 :

## Politique
Lors des élections fédérales suisses de 2011, la commune a voté à 26,63 % pour l'Union démocratique du centre. Les deux partis suivants furent le Parti socialiste suisse avec 23,93 % des suffrages et le Parti libéral-radical avec 17,04 %.
Lors des élections cantonales au Grand Conseil de mars 2011, les habitants de la commune ont voté pour le Parti libéral-radical à 26,49 %, l'Union démocratique du centre à 24,02 %, le Parti socialiste à 23 %, les Verts à 17,34 %, le Parti bourgeois démocratique et les Vert'libéraux à 7,46 % et Vaud Libre à 1,69 %.

## Économie
Jusqu'à la fin du XXe siècle, l'économie locale était essentiellement tournée vers l'agriculture, l'arboriculture fruitière et l'élevage qui représentent encore de nos jours une part importante des emplois locaux. Depuis le début des années 2000 et la création d'une nouvelle zone commerciale, de nouvelles entreprises, actives dans l'informatique, le commerce du bois et de la menuiserie en particulier, se sont installées ; elles ont été accompagnées par plusieurs petites entreprises industrielles ou de services.
Ces dernières décennies, le village s'est étendu avec la création de zones résidentielles, habitées par des personnes travaillant majoritairement dans les régions de Moudon et Lausanne.

## Transports
Au niveau des transports en commun, Carrouge fait partie de la communauté tarifaire vaudoise Mobilis. Le bus des Transports publics de la région lausannoise reliant Lausanne à Moudon s'arrête dans le village qui est aussi desservi par les bus sur appel Publicar, un service de CarPostal.

## Personnalités liées à la commune
Le poète et photographe Gustave Roud, né en 1897 et mort en 1976, a vécu toute sa vie à Carrouge. Deux sentiers à son nom y ont été créés par l'Association des amis de Gustave Roud.

## Vie locale

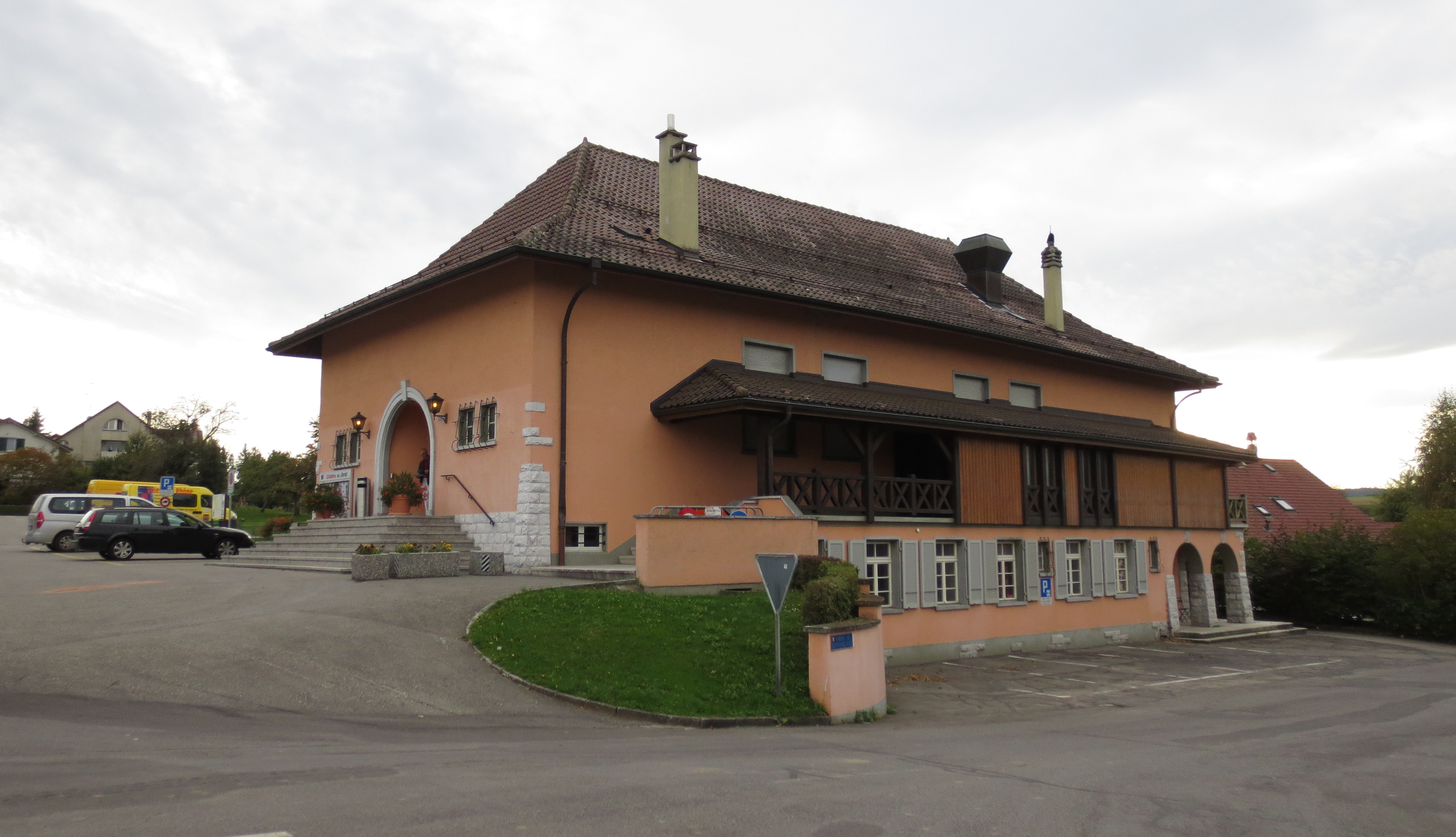
La grande salle de Carrouge, qui accueille le cinéma du Jorat.

La commune de Carrouge comptait plusieurs associations, parmi lesquelles un chœur mixte, une société de jeunesse, une abbaye vaudoise, un club d'aînés, et un club de tir sportif. Le cinéma du Jorat se trouve dans la grande salle de la commune.

## Jumelage
Carrouge est jumelé avec la commune homophone de Carrouges depuis septembre 2000. Elle est située en France, dans la région Basse-Normandie, et est peuplée de 760 habitants.